# Víkingur Gøta
Víkingur Gøta („Wikinger Gøta“) ist ein färöischer Fußballclub mit Sitz in Norðragøta auf der Insel Eysturoy.

## Geschichte
Der Verein entstand im November 2007 aus der Fusion von GÍ Gøta und LÍF Leirvík, wobei der Platz von GÍ, die den fünften Platz in der Formuladeildin (heute Betrideildin) belegten, eingenommen wurde. Die zweite Mannschaft nahm den Platz von LÍF in der 1. Deild ein, die in der abgelaufenen Saison ebenfalls den fünften Platz belegten. Aus GÍ Gøta II, die die 2. Deild auf dem zweiten Platz abschlossen, wurde die dritte Mannschaft. Der neue Name Víkingur wurde am 4. Februar 2008 bekanntgegeben.
Bereits im zweiten Jahr nach der Gründung konnte der erste Erfolg verzeichnet werden, indem Víkingur durch einen 3:2-Sieg gegen EB/Streymur färöischer Pokalsieger wurde. Von 2012 bis 2015 gelangen vier Pokalsiege in Folge, zudem gewann die Mannschaft von 2014 bis 2017 jeweils den Supercup.
2016 erfolgte dann der größte Erfolg der Vereinsgeschichte, als der Verein färöischer Meister wurde. 2017 gelang die Titelverteidigung. 2022 wurde Víkingur zum insgesamt sechsten Mal Pokalsieger.
Die Heimspiele werden im Sarpugerði-Stadion ausgetragen, welches 3000 Zuschauer fasst.

## Trainer
- Anton Skoradal (2008)[4]
- Jógvan Martin Olsen (2009–2013)
- Sigfríður Clementsen (2013–2015)
- Sámal Erik Hentze (2016–2017)
- Maurice Ross (2018)
- Sigfríður Clementsen (2018)
- Erland Tvørfoss (2019)
- Sámal Erik Hentze (2019)
- Eyðun Klakstein (2020)
- Jóhan Petur Poulsen (2020–)

## Bekannte Spieler

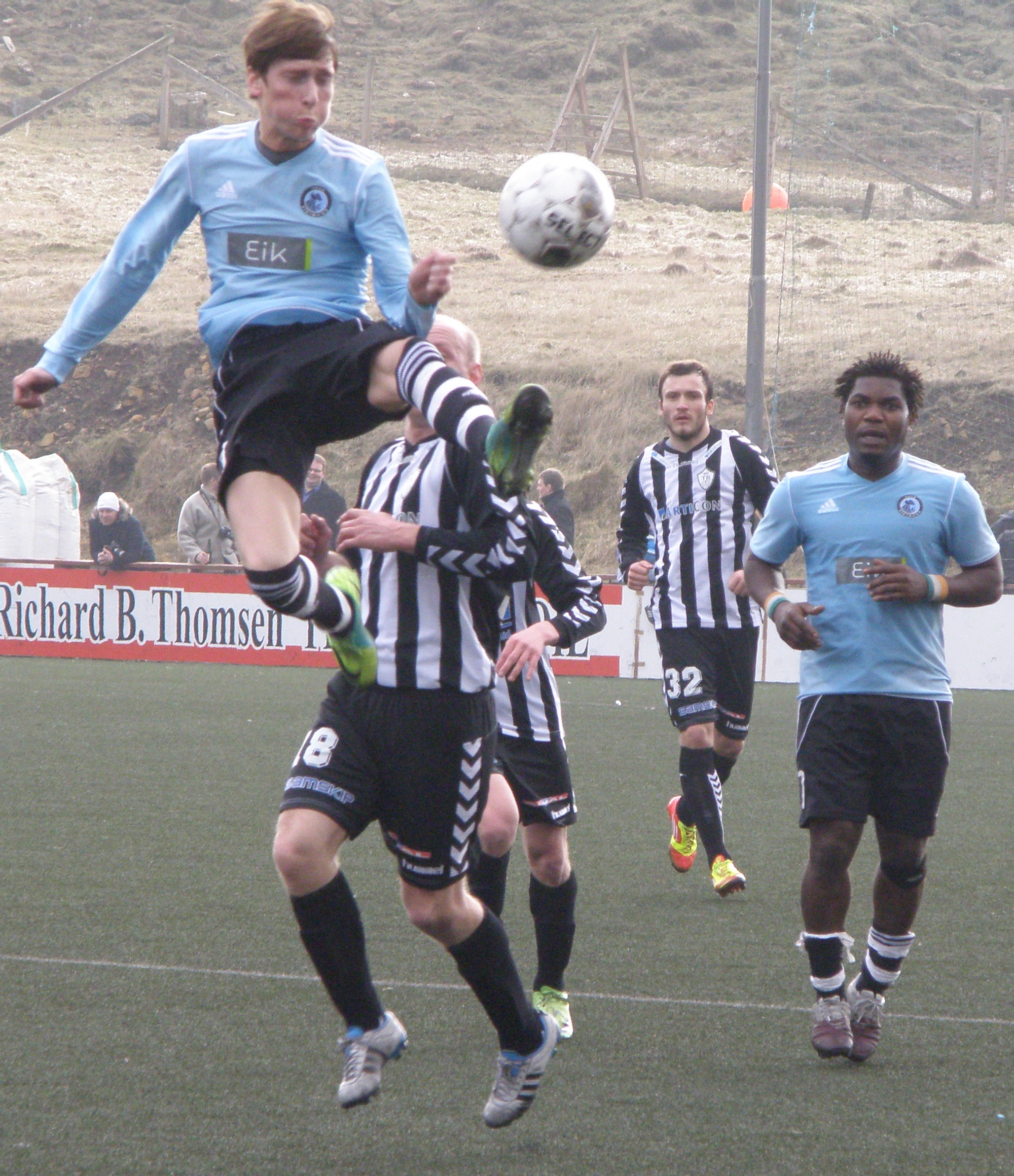
Víkingur Gøta (hellblau) im Spiel gegen TB Tvøroyri (schwarz-weiß) 2012.

Aufgelistet sind alle Spieler, die mindestens zehn Spiele für die Nationalmannschaft absolviert haben.
- Kaj Leo í Bartalsstovu (2008–2013)
- Fróði Benjaminsen (2017)
- Atli Gregersen (2008–)
- Hans Fróði Hansen (2008)
- Hallur Hansson (2014)
- Magni Jarnskor (2008, 2010, 2012, 2014)
- Sámal Joensen (2008)
- Páll Klettskarð (2010–2011)
- Andreas Lava Olsen (2008–2011, 2014–)
- Súni Olsen (2009–2010, 2014–2015)
- Jann Ingi Petersen (2013)
- Sølvi Vatnhamar (2008–)

Rekordspieler der ersten Liga ist Sølvi Vatnhamar mit 382 Spielen. Vatnhamar erzielte mit 137 zudem die meisten Tore in der Betrideildin (Stand: Ende 2023).

## Erfolge

### Titel
- 3× Färöischer Meister: 2016, 2017, 2024
- 6× Färöischer Pokalsieger: 2009, 2012, 2013, 2014, 2015, 2022
- 5× Färöischer Supercup: 2014, 2015, 2016, 2017, 2018
- 3× Färöischer Supercupfinalist: 2010, 2013, 2023

### Ligarekorde
- Höchster Heimsieg: 8:0 gegen EB/Streymur (22. Oktober 2023)
- Höchste Heimniederlage: 0:3 gegen EB/Streymur (2. Oktober 2010), 0:3 gegen ÍF Fuglafjørður (12. September 2012), 0:3 gegen KÍ Klaksvík (27. Mai 2018), 0:3 gegen NSÍ Runavík (21. Oktober 2018), 0:3 gegen B36 Tórshavn (5. März 2023), 1:4 gegen ÍF Fuglafjørður (1. August 2012), 1:4 gegen 07 Vestur (19. August 2018)
- Höchster Auswärtssieg: 8:1 gegen ÍF Fuglafjørður (7. April 2024), 7:1 gegen ÍF Fuglafjørður (27. August 2023), 6:0 gegen B71 Sandur (25. April 2011), 6:0 gegen B68 Toftir (2. Mai 2021), 6:0 gegen TB Tvøroyri (12. September 2021), 6:0 gegen B68 Toftir (14. Mai 2022)
- Höchste Auswärtsniederlage: 0:4 gegen B36 Tórshavn (15. März 2013), 0:4 gegen HB Tórshavn (18. Oktober 2020)
- Torreichstes Spiel: Víkingur Gøta gegen TB Tvøroyri 7:2 (26. Juli 2015)
- Ewige Tabelle: 8. Platz

## Europapokalbilanz
In der Saison 2014/15 erreichte das Team die 3. Qualifikationsrunde. Es war das erste Mal, dass eine Mannschaft der Färöer-Inseln zwei Runden in einem UEFA-Wettbewerb überstand.
| Saison  | Wettbewerb                    | Runde                  | Gegner                | Gesamt | Hin     | Rück    |
| ------- | ----------------------------- | ---------------------- | --------------------- | ------ | ------- | ------- |
| 2010/11 | UEFA Europa League            | 2. Qualifikationsrunde | Beşiktaş Istanbul     | 0:7    | 0:3 (A) | 0:4 (H) |
| 2012/13 | UEFA Europa League            | 1. Qualifikationsrunde | FK Homel              | 00:10  | 0:6 (H) | 0:4 (A) |
| 2013/14 | UEFA Europa League            | 1. Qualifikationsrunde | Inter Turku           | 2:1    | 1:1 (H) | 1:0 (A) |
| 2013/14 | UEFA Europa League            | 2. Qualifikationsrunde | Petrolul Ploiești     | 0:7    | 0:3 (A) | 0:4 (H) |
| 2014/15 | UEFA Europa League            | 1. Qualifikationsrunde | FC Daugava Daugavpils | 3:2    | 2:1 (H) | 1:1 (A) |
| 2014/15 | UEFA Europa League            | 2. Qualifikationsrunde | Tromsø IL             | 2:1    | 0:0 (H) | 2:1 (A) |
| 2014/15 | UEFA Europa League            | 3. Qualifikationsrunde | HNK Rijeka            | 1:9    | 1:5 (H) | 0:4 (A) |
| 2015/16 | UEFA Europa League            | 1. Qualifikationsrunde | Rosenborg Trondheim   | 0:2    | 0:2 (H) | 0:0 (A) |
| 2016/17 | UEFA Europa League            | 1. Qualifikationsrunde | FK Ventspils          | 0:4    | 0:2 (A) | 0:2 (H) |
| 2017/18 | UEFA Champions League         | 1. Qualifikationsrunde | KF Trepça’89          | 6:2    | 2:1 (H) | 4:1 (A) |
| 2017/18 | UEFA Champions League         | 2. Qualifikationsrunde | FH Hafnarfjörður      | 1:3    | 1:1 (A) | 0:2 (H) |
| 2018/19 | UEFA Champions League         | 1. Qualifikationsrunde | HJK Helsinki          | 2:5    | 1:2 (H) | 1:3 (A) |
| 2018/19 | UEFA Europa League            | 2. Qualifikationsrunde | Torpedo Kutaissi      | 0:7    | 0:3 (A) | 0:4 (H) |
| 2022/23 | UEFA Europa Conference League | 1. Qualifikationsrunde | Europa FC             | 3:1    | 1:0 (H) | 2:1 (A) |
| 2022/23 | UEFA Europa Conference League | 2. Qualifikationsrunde | DAC Dunajská Streda   | 0:4    | 0:2 (H) | 0:2 (A) |
| 2023/24 | UEFA Europa Conference League | 1. Qualifikationsrunde | Inter Club d’Escaldes | 2:3    | 1:2 (A) | 1:1 (H) |
| 2024/25 | UEFA Conference League        | 1. Qualifikationsrunde | FK Liepāja            | 3:1    | 1:1 (A) | 2:0 (H) |
| 2024/25 | UEFA Conference League        | 2. Qualifikationsrunde | KAA Gent              | 1:7    | 1:4 (A) | 0:3 (H) |
| 2025/26 | UEFA Champions League         | 1. Qualifikationsrunde | Lincoln Red Imps FC   | 2:4    | 2:3 (H) | 0:1 (A) |
| 2025/26 | UEFA Conference League        | 3. Qualifikationsrunde | Linfield FC           | 2:3    | 2:1 (H) | 0:2 (A) |

Legende: (H) – Heimspiel, (A) – Auswärtsspiel, (N) – neutraler Platz, (a) – Auswärtstorregel, (i. E.) – im Elfmeterschießen, (n. V.) – nach Verlängerung
| Wettbewerb            | Sp. | G | U | V  | T+ | T– |
| --------------------- | --- | - | - | -- | -- | -- |
| UEFA Champions League | 08  | 2 | 1 | 05 | 11 | 14 |
| UEFA Europa League    | 20  | 3 | 4 | 13 | 08 | 50 |
| Conference League     | 12  | 4 | 2 | 06 | 11 | 19 |
| Total                 | 40  | 9 | 7 | 24 | 30 | 83 |

Rekordtorschütze im Europapokal ist Sølvi Vatnhamar mit sechs Treffern (Stand: 2023).

## Frauenfußball
Das Frauenteam von Víkingur übernahm aufgrund der erfolgten Fusion 2008 den Platz von GÍ Gøta in der 1. Deild und konnte sich dort auf Anhieb mit zwei dritten Plätzen in Folge etablieren. Die beiden nachfolgenden Saisons wurden jeweils auf dem vierten Platz abgeschlossen. 2014 ging die Mannschaft eine Spielgemeinschaft mit ÍF Fuglafjørður zum neuen Verein ÍF/Víkingur ein, zu der sich 2019 zusätzlich B68 Toftir anschloss und ab diesem Zeitpunkt ÍF/Víkingur/B68 hieß. Der Zusammenschluss wurde 2021 wieder aufgelöst.

### Bekannte Spielerinnen

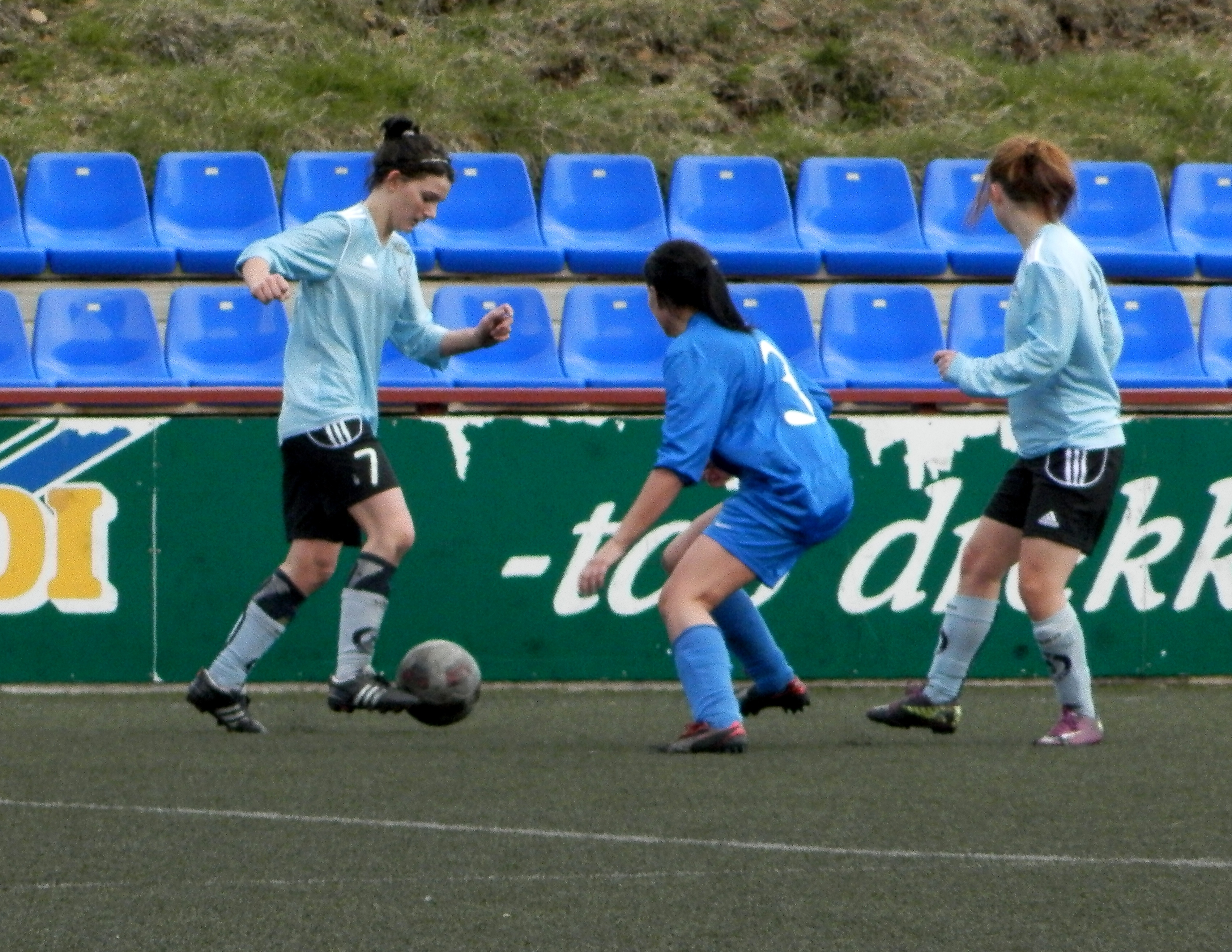
Víkingur Gøta (hellblau) im Spiel gegen FC Suðuroy (dunkelblau) 2012.

Aufgelistet sind alle Spielerinnen, die zehn oder mehr Spiele für die Nationalmannschaft absolviert haben.
- Rósa Eið (2008–2010)
- Ansy Jakobsen (2010–2012)
- Maria á Lakjuni (2021–2023)
- Jacoba Langgaard (2008–2010)
- Heidi Sevdal (2009–2011)
- Jensa Tórolvsdóttir (2021–2022)

Rekordspielerin der ersten Liga ist Bjørg Jarnskor mit 137 Spielen. Hanna Højgaard erzielte mit 63 die meisten Tore in der Betrideildin (Stand: Ende 2024).

### Ligarekorde
- Höchster Heimsieg: 12:0 gegen FC Hoyvík (16. Juni 2024)
- Höchste Heimniederlage: 0:8 gegen KÍ Klaksvík (10. Juni 2012), 0:8 gegen NSÍ Runavík (3. September 2023)
- Höchster Auswärtssieg: 16:0 gegen TB/FC Suðuroy/Royn (20. März 2022)
- Höchste Auswärtsniederlage: 0:12 gegen KÍ Klaksvík (19. September 2010)
- Torreichstes Spiel: TB/FC Suðuroy/Royn gegen Víkingur Gøta 0:16 (20. März 2022)
- Ewige Tabelle: 8. Platz